# Ritzville
Ritzville é uma cidade localizada no estado norte-americano de Washington, no Condado de Adams.

## Demografia
Segundo o censo norte-americano de 2000, a sua população era de 1736 habitantes.
Em 2006, foi estimada uma população de 1717, um decréscimo de 19 (-1.1%).

## Geografia
De acordo com o United States Census Bureau tem uma área de
3,3 km², dos quais 3,3 km² cobertos por terra e 0,0 km² cobertos por água.

## Localidades na vizinhança
O diagrama seguinte representa as localidades num raio de 40 km ao redor de Ritzville.